# Vertara
Vertara foi um assentamento romano da antiga província de Bizacena, na atual Tunísia, que é identificado com a moderna cidade de Seraa Uartane (Srâa Ouartane). Desde 1933, é uma sé titular, representando a extinta diocese que existia ali.

## Histórico
Vertara, na região de  na atual Tunísia, é uma antiga sé episcopal da província romana da África Proconsular, sufragânea da Arquidiocese de Cartago.
Hoje Vertara sobrevive como sé titular; o atual bispo titular é Emmanuel Tois, bispo auxiliar de Paris.

## Bispos-titulares
- Julián Herranz Casado (1990 - 2003)[nota 1]
- John Michael Miller, C.S.B. (2003 -2007)
- Cástor Oswaldo Azuaje Pérez, O.C.D. (2007 - 2012)
- Marcony Vinícius Ferreira (2014-2022)
- Emmanuel Tois (desde 2023)